# Corrientes (província)
Correntes (em castelhano, Corrientes; em guaraní, Taragui Tetãmini) é uma província da Argentina que ocupa o centro da região mesopotâmica.
Limita-se com as províncias de Misiones a nordeste, Entre Ríos ao sul, e Chaco e Santa Fé ao oeste. Seus outros limites são internacionais: ao norte, o rio Paraná a separa do Paraguai e a nordeste, o rio Uruguai demarca a fronteira com o Brasil, em que suas principais ligações rodoferroviárias se dão através da Ponte Internacional Getúlio Vargas-Agustín Pedro Justo e da "Ponte da integração" São Borja e Santo Tomé. Este mesmo rio também marca uma pequena área de fronteira entre essa província e o Uruguai, a sudeste.
Seu relevo plano apresenta um setor amplo deprimido no centro-norte, que corresponde à bacia do Iberá. Os extremos de seu território são mais elevados e estão demarcados pelos vales dos dois rios mais importantes da bacia do Prata: o Paraná e o Uruguai. Seu clima é subtropical com precipitações que decrescem de nordeste a sudoeste por influência das massas de ar úmido procedentes do Atlântico. Apresenta uma variedade fitogeográfica, embora muito modificada pelo homem: savanas com ervas, espécies hidrófilas nas áreas pantanosas, selvas nas ribeiras dos rios e grupos isolados de bosques mo meio das pastagens.
As atividades primárias e as agroindústrias constituem a base de sua economia. O tabaco, os cítricos e o algodão são os principais cultivos. Na pecuária, predominam o gado crioulo e o da raça Zebu. Nas terras altas do sul, estão associadas a pecuária bovina e a ovina. A indústria está representada pelo beneficiamento de fumo e fabricação de cigarros na cidade de Goya; derivados de cítricos em Bela Vista e moinhos arrozeiros, estabelecimentos têxteis, curtumes e estaleiros na capital.
Esta cidade e a capital da província do Chaco, Resistencia, constituem uma conurbação que atua como metrópole regional do nordeste argentino. Superfície: 88 199 km²; população (1991): 780 778 habitantes.

## Divisão administrativa
A província é dividida em 25 departamentos:
|  |

1. Bella Vista (Bella Vista)

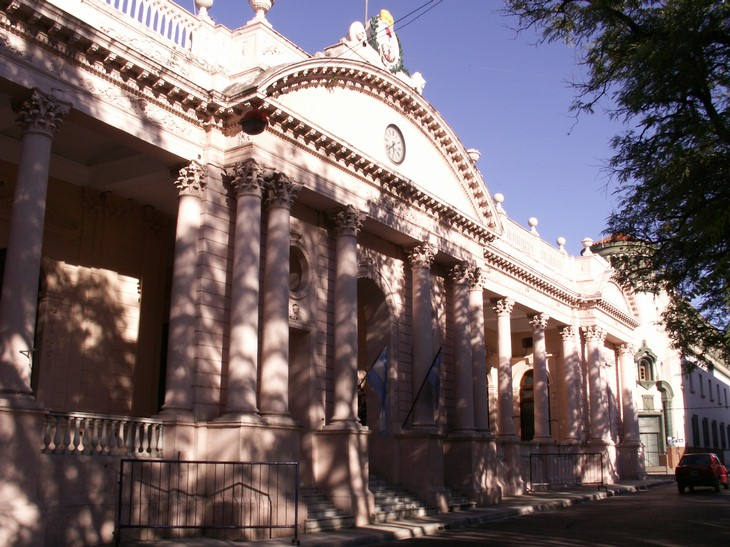
Sede do governo da Província de Corrientes.

2. Berón de Astrada (San Antonio de Itatí)
3. Capital (Corrientes)
4. Concepción (Concepción Yaguareté-Corá)
5. Curuzú Cuatiá (Curuzú Cuatiá)
6. Empedrado (Empedrado)
7. Esquina (Esquina)
8. General Alvear (Alvear)
9. General Paz (Nuestra Señora del Rosario de Caá Catí)
10. Goya (Goya)
11. Itatí (Itatí)
12. Ituzaingó (Ituzaingó)
13. Lavalle (Lavalle
14. Mburucuyá (Mburucuyá)
15. Mercedes (Mercedes)
16. Monte Caseros (Monte Caseros)
17. Paso de los Libres (Paso de los Libres)
18. Saladas (Saladas)
19. San Cosme (San Cosme)
20. San Luis del Palmar (San Luis del Palmar)
21. San Martín (La Cruz)
22. San Miguel (San Miguel)
23. San Roque (San Roque)
24. Santo Tomé (Santo Tomé)
25. Sauce (Sauce)